# 信長的主廚
《信長的主廚》是由朝日電視台與東映共同製作的電視連續劇，根據西村滿（原作）與梶川卓郎（作畫）的漫畫改編。全劇共有2部，第1部於2013年1月11日至2013年3月15日止，每週五23:15～00:15（每集60分鐘）播出。第2部於2014年7月10日至9月17日止，每週四19:58～20:54（每集56分鐘）播出。臺灣由緯來日本台於2015年8月20日至9月14日，每週一至週五21:00～21:58播出。

## 登場人物

### 全劇共通主要角色
- 賢（ケン，原作中本名為「葛城賢一郎」）— 玉森裕太（Kis-My-Ft2）
- 織田信長—及川光博（少年期：中内天摩）
- 夏（なつ）—志田未來
- 木下藤吉郎秀吉 — 猩爺（日语：ゴリ (お笑い芸人)）
- 楓（かえで） —芦名星（幼少期：長島愛莉）
- 顯如 —市川猿之助（日语：市川猿之助 (4代目)）
- 井上恭之介（いのうえ きょうのすけ） — 喜太郎（日语：きたろう）
- 德川家康—竹山隆範（幼少期：池田凱清）
- 阿市—星野真里
- 淺井長政—河相我聞（日语：河相我聞）
- 足利義昭—正名僕藏（日语：正名僕蔵）
- 明智光秀—稻垣吾郎（特別演出）

### 第1季主要角色
- 神秘女子 → 瑤子（ようこ）—香椎由宇
- 森可成—宇梶剛士（日语：宇梶剛士）
- 森蘭丸—永瀬廉（King & Prince）

### 第2季主要角色
- 武田信玄—高嶋政伸
- 濃姬—齊藤由貴
- 松永久秀—笹野高史（日语：笹野高史）
- 柴田勝家—大衛伊東（日语：デビット伊東）
- 秋山信友—風間徹
- 武田勝頼—賀來賢人

### 客串角色

#### 第1季
第1話「平成廚師穿越時空來到戰國時代！？」
- 路易斯·弗洛伊斯—丹尼爾·卡爾（英语：Daniel Kahl）
- 洛倫佐·了齋（日语：ロレンソ了斎） — 川鶴晃裕（日语：川鶴晃裕）
- 三原（みはら）—酒井敏也（第2、5話）

第2話「平成廚師的戰場！潛入敵人的廚房」
- 北畠具教—本田博太郎
- 北畠具房—水上劍星（日语：水上剣星）

第3話「照燒之亂！！ 將軍VS平成廚師」
第4話「背叛家康！？ 能化解信長危機的天婦羅！」
- 新吾（しんご）—相島一之
- 阿米（よね）—中島博子（日语：中島ひろ子）
- 吾助（ごすけ）—平野修杜
- 彦六（ひころく）—岩須徹（いわすとおる）
- 朝倉義景—入江毅（第2季第1、7話、最終話）
- 酒井忠次—池田政典

第5話「平成的廚師是間諜！！信長的妹妹會暗殺他嗎！？」
- 茶茶—花田鼓／遠藤由里奈（遠藤ゆりな）（第2季最終話）

第6話「姉川之戰以燒肉得勝！ 最凶惡的敵人登場！！」
- 今井宗久—渡邊一惠
- 千宗易—大和田獏（友情演出）

第7話「本能寺之變...明智光秀與平成戀人的陰謀！？」
- 黃金濱之助（こがね はまのすけ）—濱口優（好孩子）
- 下間賴廉（日语：下間頼廉）—峰蘭太郎（日语：峰蘭太郎）（第8話—最終話）

最9話「命運的料理對決！能回到平成時代嗎！？」
- 正親町天皇－森本里歐（日语：森本レオ）（第2季第7話）

#### 第2季
第1話「平成的法國廚師來到戰國！？ 得避免織田信長被暗殺！」
- 香蓮—佐佐木希 [1][2]

第2話「火燒比叡山的真相…平成美食被歷史改變！？」
- 座主—六平直政
- 姑娘—二宮星[3]

第3話「信長的廚師被綁架！ 武田信玄被平成美食家激怒了！？」
第4話「平成料理人毒死武田信玄！？」
第5話「再見了武田信玄…最後的晚餐！！」
第6話「家康最大的危機！用平成的湯品拯救」
- 中根正照（日语：中根正照）—神保悟志

第7話「最終章！用偏見美食打敗室町幕府！！」
- 阿閉貞征—西岡德馬（日语：西岡徳馬）
- 阿閉貞大（日语：阿閉貞大）—千賀健永（Kis-My-Ft2）[4]

最8話「與平成大廚告別！用充滿回憶的料理拯救御市」
- 初—松田苺

## 製作人員
- 原作—西村滿／作畫—梶川卓郎《信長的主廚》（週刊漫画TIMES / 芳文社）
- 脚本—深澤正樹／倉持裕（Part1）
- 音樂—池賴廣
- 導演—兼崎涼介、田村直己／藤岡浩二郎、濱龍也（Part1）／豬原達三（Part2）
- 主題曲
  - Part1—Kis-My-Ft2「My Resistance -タシカナモノ-」（avex trax）
  - Part2—Kis-My-Ft2「Another Future」（avex trax）
- 旁白—來宮良子（Part1）／杉本留美（Part2）[5]
- 副導演—林稔充、平田博志、和田圭一、匂坂力祥
- 攝影—日下誠、津田宗幸、林健作
- 視覺效果—qiruafilm
- 假髮—山崎假髮
- 美妝、結髪—東和美粧
- 動作指導—清家三彥（東映剣会）
- 日本音樂—中本哲
- 舞蹈編排—花柳双子
- 料理指導—伊藤雄大、毛利英二／山內茂、石田充（Part1）／藥師神陸、木村榮至、渡邊奈佑子（Part2）
- 料理顧問、協助—辻調理師專門學校
- 總製作人—横地郁英（朝日電視台）
- 製作人—大江達樹（朝日電視台）、島田薰（東映）
- 台詞製作人—清水圭太郎
- 後補製作人— 西原宗實（朝日電視台）
- 製作—朝日電視台、東映

## 各集播放日期
| 各話                                                     | 播映日           | 日文標題         | 中文標題                                          | 編劇             | 導演             | 收視率           |
| 信長的主廚 第1季                                         | 信長的主廚 第1季 | 信長的主廚 第1季 | 信長的主廚 第1季                                  | 信長的主廚 第1季 | 信長的主廚 第1季 | 信長的主廚 第1季 |
| -------------------------------------------------------- | ---------------- | ---------------- | ------------------------------------------------- | ---------------- | ---------------- | ---------------- |
| 第1話                                                    | 2013年1月11日    |                  | 平成廚師穿越時空來到戰國時代！？                  | 深澤正樹         | 兼崎涼介         | 11.6%            |
| 第2話                                                    | 2013年1月18日    |                  | 平成廚師的戰場！潛入敵人的廚房                    | 深澤正樹         | 兼崎涼介         | 9.9%             |
| 第3話                                                    | 2013年1月25日    |                  | 照燒之亂！！ 將軍VS平成廚師                       | 倉持裕           | 田村直己         | 10.1%            |
| 第4話                                                    | 2013年2月1日     |                  | 背叛家康！？ 信長的危機用炸物來化解！             | 倉持裕           | 田村直己         | 11.3%            |
| 第5話                                                    | 2013年2月8日     |                  | 平成的廚師是間諜！！ 信長的妹妹會暗殺他嗎！？     | 深澤正樹         | 藤岡浩二郎       | 10.9%            |
| 第6話                                                    | 2013年2月15日    |                  | 姉川之戰以燒肉得勝！ 最凶惡的敵人登場！！         | 倉持裕           | 藤岡浩二郎       | 10.7%            |
| 第7話                                                    | 2013年2月22日    |                  | 本能寺之變...明智光秀與平成戀人的陰謀！？         | 深澤正樹         | 兼﨑涼介         | 11.8%            |
| 第8話                                                    | 2013年3月1日     |                  | 最終章「心愛的人逝世！告別晚宴的巧克力料理」      | 倉持裕           | 濱龍也           | 10.3%            |
| 第9話                                                    | 2013年3月15日    |                  | 命運的料理對決！能回到平成時代嗎！？              | 深澤正樹         | 兼崎涼介         | 11.0%            |
| 平均收視率 10.8%（收視率由Video Research於關東地區統計） |                  |                  |                                                   |                  |                  |                  |
| 信長的主廚 第2季                                         |                  |                  |                                                   |                  |                  |                  |
| 第1話                                                    | 2014年7月10日    |                  | 平成的法國廚師來到戰國！？ 得避免織田信長被暗殺！ | 深澤正樹         | 田村直己         | 9.7%             |
| 第2話                                                    | 2014年7月17日    |                  | 火燒比叡山的真相...平成美食被歷史改變！？         | 深澤正樹         | 田村直己         | 6.1%             |
| 第3話                                                    | 2014年7月24日    |                  | 信長的廚師被綁架！ 武田信玄被平成美食家激怒了！？ | 深澤正樹         | 豬原達三         | 6.9%             |
| 第4話                                                    | 2014年7月31日    |                  | 平成料理人毒死武田信玄！？                        | 深澤正樹         | 豬原達三         | 7.1%             |
| 第5話                                                    | 2014年8月7日     |                  | 再見了武田信玄...最後的晚餐！！                   | 深澤正樹         | 豬原達三         | 5.6%             |
| 第6話                                                    | 2014年8月14日    |                  | 家康最大的危機！ 用平成的湯品拯救                 | 深澤正樹         | 田村直己         | 7.4%             |
| 第7話                                                    | 2014年8月28日    |                  | 最終章！用偏見美食打敗室町幕府                    | 深澤正樹         | 兼崎涼介         | 6.4%             |
| 第8話                                                    | 2014年9月4日     |                  | 與平成大廚告別！用充滿回憶的料理拯救阿市          | 深澤正樹         | 兼崎涼介         | 6.8%             |
| 平均收視率 7.3%（收視率由Video Research於關東地區統計）  |                  |                  |                                                   |                  |                  |                  |

## 外部連結
- 織田信長的御廚 （页面存档备份，存于）緯來日本台（繁體中文）